# Duquesnoy (músic)
Charles-François-Honoré Lanctin dit Duquesnoy (Beauvais, 16 de maig de 1758 - Brussel·les, 9 de maig de 1822) fou un compositor i tenor dramàtic francès.
Dotat d'una bella veu de tenor, resolgué dedicar-se a la carrera de cantor dramàtic, pel qual adoptà el nom de Duquesnoy, amb el que fou conegut. Recollí molts aplaudiments en el teatre de Brussel·les, passant el 1799 a Hamburg. Com que a la vegada era un músic excel·lent, el 1814 fou nomenat mestre de capella de Santa Gúdula.
Com a compositor va escriure:
- Almanzor, òpera-ball en dos actes (1787);
- Le mystificateur mystiflé, òpera còmica (1789);
- Le prix des Arts, òpera en un acte (1791), estrenades totes tres a Brussel·les;
- la cantata Le Voeu des Muses reconnaissantes, executada amb molt d'èxit a Hamburg el 1795, i moltes composicions religioses, que s'executaren sota la seva direcció, quan era mestre de capella de Santa Gúdula, entre les que figuren: Beati omnes, Ave salus, Pio Jesu, Landa Sion, In exitu Israel, etc., i diversos motets al Santíssim.